# Monster Hunters – Die Alienjäger
Monster Hunters – Die Alienjäger (Originaltitel Monster Hunters) ist ein US-amerikanischer Science-Fiction-Horrorfilm von Brendan Petrizzo aus dem Jahr 2020 mit Tom Sizemore in der Hauptrolle.

## Handlung
In der kalifornischen Wüste stürzt ein außerirdisches Raumschiff ab. Das extraterrestrische Gefängnisschiff ist vollgeladen mit kriminellen und feindlich gesinnten Aliens. Aufgrund des Absturzes können sich die Insassen aus ihren Zellen befreien und nun die Erde attackieren, was erste Todesopfer unter den Menschen fordert. Nach dem vermeintlichen UFO-Absturz 1947 in Roswell wurde in Nevada die „Alien Defense Unit“ ins Leben gerufen, die darauf geschult wurde, außerirdische Gegner zu bekämpfen. Colonel Mayweather ist Anführer einer solchen Kampfeinheit und zieht gemeinsam mit First Sergeant Shepherd und Specialist Stella Fairchild in den Kampf. Zu ihrem Nachteil hat die Truppe aber noch keinerlei praktische Erfahrungen im Kampf gegen Aliens sammeln können.
Später landet ein gigantisches Mutterschiff auf der Erde mit der Mission, alle Spuren der Havarie zu beseitigen. Dadurch gerät die Erde in eine Apokalypse.

## Hintergrund
Der Film wurde überwiegend im Central City Studio in Los Angeles realisiert. Die Außenaufnahmen entstanden in Kalifornien. In den USA feierte er am 25. August 2020 seine Premiere. In Deutschland startete der Film am 11. Dezember 2020 in den Videoverleih.
Monster Hunters – Die Alienjäger gilt als Mockbuster zu Monster Hunter mit Milla Jovovich in der Hauptrolle aus dem Jahr 2021, der aufgrund der COVID-19-Pandemie nicht im Jahr 2020 erschien.

## Rezeption
„Hanebüchener Science-Fiction-Trashfilm ohne Ambitionen, der einige Mühe hat, die Zeit zwischen den lachhaften Auseinandersetzungen mit den Außerirdischen zu füllen. Die Lustlosigkeit der Produktion spiegelt sich im matten Schauspiel ebenso wie in den indiskutablen Effekten.“

Weltbild bezeichnet Tom Sizemore als „Action-Veteran“ und resümiert, dass er als „knallharter Anführer einer Spezialeinheit von Alienjägern“ überzeugt. Filmchecker.Wordpress widerspricht dieser positiven Einschätzung der schauspielerischen Leistung Sizemores und bezeichnet diese als „lustlos“ und „überwiegend sitzend“. Anthony Jensen wird als „einziger, der halbwegs überzeugen kann“ bezeichnet und als „nahezu überambitioniert“ wahrgenommen. Final vergibt das Portal zwei von zehn möglichen Punkten und bezeichnet die Handlung als „hingerotzt und besitzt keinerlei Seele“, die Action sei „lahm“ und „lediglich das letzte Drittel und ein passabler Anthony Jensen, sowie die unfreiwillige Komik sorgen noch für zwei Punkte“.
In der Internet Movie Database hat der Film bei über 650 Stimmenabgaben eine Wertung von 2,2 von 10,0 möglichen Sternen.